# Szeder János
Szeder János (Szentes, Csongrád vármegye, 1896. április 12. – Manchester, 1985. január 30.) magyar gépészmérnök, sportvezető, országgyűlési képviselő.

## Élete
Szeder Ferenc földbirtokos és Mecs Balogh Mária református szülők gyermekeként született. Középiskolába szülővárosa főgimnáziumában járt, majd a budapesti József Műegyetem gépészmérnöki karára iratkozott be. 1915-ben bevonult katonának, és az év novemberétől három éven át megszakítás nélkül a 307. honvéd gyalogezred kötelékében teljesített szolgálatot, az orosz és az olasz fronton. Mint tartalékos hadnagy szerelt le 1918 novemberében, amikor is ezrede teljes hadifelszereléssel tért haza; utóbbiban neki is jelentős része volt. Katonai érdemeiért elnyerte a hadi ékítményes bronz Signum Laudist, a kisezüst vitézségi érmet és a Károly-csapatkeresztet.
A háború után visszatért egyetemi tanulmányaihoz, gépészmérnöki diplomája megszerzését követően pedig beiratkozott az egyetem közgazdasági karára is. Még diákévei alatt kapcsolódott be több akkor formálódó, nemzeti ifjúsági mozgalomba: tagja lett egyebek mellett az egyetemi csendőr zászlóaljnak és a Magyar Országos Véderő Egyesületnek; utóbbi szervezetében irányító szerepe lett a sportok terén, illetve egy időben a szervezet országos elnöki tisztségét is betöltötte. Társelnöke volt a Magyar Országos Tornászszövetségnek, tiszteletbeli elnöke a Magyar Kerékpáros Szövetségnek, az Országos Magyar Lövész Szövetségben pedig alelnökké választották. Több értékes kezdeményezés fűződik a nevéhez, mint a magyar lövészmozgalom életre hívása vagy a vitorlázó repülés hazai meghonosítása.
Politikai pályáját a fajvédő Magyar Nemzeti Függetlenségi Pártban kezdte, mint Gömbös Gyula személyes híve. Országgyűlési képviselővé 1935-ben választották meg először, a kiskundorozsmai választókerületben, akkor már a Nemzeti Egység Pártja jelöltjeként. 1937-ben kormányfőtanácsosi kinevezést kapott, 1938-ban pedig legfelső szintű dicsérő elismerésben részesült. Mandátumot szerzett a következő, 1939-es választáson is, akkor a csongrádi kerületben, s a Magyar Élet Pártja színeiben.